# 陳芯宜
陳芯宜（1974年—），臺灣影像工作者，作品橫跨劇情片、紀錄片與電視劇集。2001年，她憑藉首部劇情長片《我叫阿銘啦》於台北電影獎獲得最佳劇情片；2022年，她執導的VR短片《無法離開的人》於第79屆威尼斯影展獲得沉浸式競賽單元最佳體驗大獎。

## 導演作品

### 劇情長片
- 《我叫阿銘啦》(2001)
- 《流浪神狗人》(2007)
- 《樹人》(製作中)

### 紀錄長片
- 《行者》(2014)
- 《山靈》(2014)
- 《大帳篷-想像力的避難所》(2018)
- 《尋找乳房》(2018)

### 電視劇集
- 《四樓的天堂》(2021)

### 電視電影
- 《終身大事》(2003)

### 短片
- 《阿霞的掛鐘》(2012) (多段式電影《昨日的記憶》中的一段)
- 《好好吃飯》(2015) (多段式電影《來得及說再見》中的一段)
- 《恍惚與凝視的練習》(2018)
- 《留給未來的殘影》(2018) (VR)
- 《無法離開的人》(2022) (VR)
- 《雲在兩千米》(2025) (VR)

## 非導演作品
- 《刺青》(2007) (編劇)
- 《一席之地》(2009) (編劇)
- 《該死的阿修羅》(2021) (編劇、剪輯)

## 外部連結
- 陳芯宜的Facebook專頁
- 陳芯宜的Instagram帳戶
- 陳芯宜在互联网电影资料库（IMDb）上的資料（英文）
- 陳芯宜在台灣電影網上的資料（繁體中文）